# In der Mondhelle Nacht
In der Mondhelle Nacht is een single van het Nederlandse artiestenduo Gert en Hermien. Het nummer is geschreven door Fred Gaasbeek. De B-kant, Der bunte Hochzeitswagen, is geschreven door Josef Niessen en Fred Rauch.

## Tracklist

### 7" Single
CNR UH 9666
1. In der Mondhellen Nacht
2. Der bunte Hochzeitswagen

### Hitnoteringen
| In der Mondhellen Nacht    | In der Mondhellen Nacht | In der Mondhellen Nacht | In der Mondhellen Nacht | In der Mondhellen Nacht | In der Mondhellen Nacht | In der Mondhellen Nacht | In der Mondhellen Nacht | In der Mondhellen Nacht | In der Mondhellen Nacht | In der Mondhellen Nacht | In der Mondhellen Nacht | In der Mondhellen Nacht |
| Hitlijst                   | Datum van binnenkomst   | Week:                   | 1                       | 2                       | 3                       | 4                       | 5                       | 6                       | 7                       | 8                       | 9                       | Laatste notering        |
| -------------------------- | ----------------------- | ----------------------- | ----------------------- | ----------------------- | ----------------------- | ----------------------- | ----------------------- | ----------------------- | ----------------------- | ----------------------- | ----------------------- | ----------------------- |
| Tijd voor Teenagers Top 10 | 07-11-1964              | Positie:                | 6                       | 7                       | 7                       | 6                       | 6                       | 8                       | 7                       |                         |                         | 19-12-1964              |
| Nederlandse Top 40         | 02-01-1965              | Positie:                | 7                       | 14                      | 14                      | 20                      | 21                      | 23                      | 32                      | 29                      |                         | 20-02-1965              |
| Nederlandse Top 40         | 13-03-1965              | Positie:                |                         |                         |                         |                         |                         |                         |                         |                         | 39                      | 13-03-1965              |